# Alain Douarinou
Alain Douarinou (* 5. März 1909 in Saigon, Französisch-Indochina; † 3. September 1987 in Paimpol, Frankreich) war ein französischer Kameramann.

## Leben und Wirken
Der in der einstigen französischen Kolonie Indochina geborene, jüngere Bruder des Filmarchitekten Jean Douarinou hatte eine Ausbildung bei der französischen Handelsmarine erhalten, ehe er 1932 zum Film wechselte. Dort erlernte Douarinou sein praktisches Handwerk als Assistent der angesehenen Kameraleute Nicolas Hayer, Christian Matras und Armand Thirard. Seit 1934 erhielt Alain Douarinou Aufträge als Chefkameramann bei zumeist minder wichtigen Filmen, in dieser Zeit konnte er jedoch auch zweimal mit Jean Renoir zusammenarbeiten. Douarinous Karriere wurde durch den Ausbruch des Zweiten Weltkriegs jäh unterbrochen. 
Nach 1945 erhielt Douarinou keine Aufträge als Chefkameramann mehr und musste sich mit der untergeordneten Funktion eines einfachen Kameramanns begnügen. Dort brachte er es allerdings zu einigen beachtlichen Leistungen, in der ersten Hälfte der 1950er Jahre vor allem bei Filmen von Max Ophüls, wo Douarinou seinem Lehrmeister Matras zuarbeitete. Douarinou führte bei Ophüls‘ Inszenierungen Neuerungen ein; so setzte er bevorzugt einen hohen Kamerakran ein, um aus ausgefallenen Winkeln besondere Aufnahmen zu erzielen. Später arbeitete Alain Douarinou auch häufig mit den Regisseuren Gérard Oury und Claude Chabrol zusammen und diente dort mehrfach unter Chefkameramann Henri Decaë.
Mitte der 1970er-Jahre setzte sich Alain Douarinou zur Ruhe. Seinen Lebensabend verbrachten er und seine Frau im äußersten Südosten Frankreichs, nahe Saint-Tropez. In dem kleinen Örtchen Sainte-Maxime betrieb seine Gattin zuletzt ein Antiquitätengeschäft. Alain Douarinou starb 1987 im äußersten Nordwesten Frankreichs, in der Bretagne.

## Filmografie
als Chefkameramann:
- 1934: Cartouche
- 1936: Blanchette
- 1936: Das Leben gehört uns (La vie est à nous)
- 1937: L'Occident
- 1938: Die Marseillaise (La Marseillaise)
- 1938: Place de la Concorde
- 1939: Menaces
- 1939: Dezembernacht (Nuit de décembre)

als einfacher Kameramann:
- 1946: Und es ward Licht (La symphonie pastorale)
- 1947: Schweigen ist Gold (Le silence est d‘or)
- 1948: Der Doppeladler (L'aigle à deux têtes)
- 1950: Der Reigen (La Ronde)
- 1951: Pläsier (Le plaisir)
- 1951: Blaubart (Barbe-Bleue)
- 1952: Fanfan, der Husar (Fanfan le Tulipe)
- 1953: Madame de …
- 1955: Lola Montez (Lola Montès)
- 1957: Die Elenden (Les Misérables)
- 1958: Mit den Waffen einer Frau (En cas de malheur)
- 1961: Privatleben (Vie privée)
- 1964: Die schwarze Tulpe (La tulipe noir)
- 1963: Wie Raubkatzen (Les félins)
- 1965: Scharfe Sachen für Monsieur (Le corniaud)
- 1965: Viva Maria!
- 1966: Die Beute (La curée)
- 1966: Drei Bruchpiloten in Paris (La grande vadrouille)
- 1967: Vögel sterben in Peru (Les oiseaux vont mourir au Pérou)
- 1968: Das Superhirn (Le cerveau)
- 1969: Alles tanzt nach meiner Pfeife (L‘homme orchestre)
- 1970: Der Riß (La rupture)
- 1970: Kalter Schweiß (De la part des copains)
- 1971: Die dummen Streiche der Reichen (La Folie des grandeurs)
- 1973: Blutige Hochzeit (Les noces rouges)
- 1974: Ein lustiges Leben (Une partie de plaisir)